# Hvala ti za ljubav
Hvala ti za ljubav (eng. Remember Me) je američka romantična drama koju je režirao Allen Coulter, a scenarij je napisao Will Fetters. Glavne uloge tumače Robert Pattinson, Emilie de Ravin, Chris Cooper, Lena Olin, i Pierce Brosnan.

## Radnja
New York, 1991. godina, jedanaestogodišnja Alyssa "Ally" Craig posvjedoči ubojstvu njezine majke u njujorškoj podzemnoj željeznici u 18. aveniji. Deset godina kasnije, 21-godišnja Ally (Emilie De Ravin) je studentica na New York Universityju. Živi zajedno s ocem, Neilom (Chris Cooper), koji je policijski detektiv.
Tyler Hawkins (Robert Pattinson) je potišten i neusmjeren 21-godišnjak, pohađa nastavu na NYU-ui radi u knjižnici. Ima "zategnut" odnos sa svojim ocem, Charlesom (Pierce Brosnan), od samoubojstva njegova brata Michaela. Charles zanemaruje svoje najmlađe dijete, Caroline (Ruby Jerins), s kojom je Tyler jako blizak.
Jedne noći, Tyler i njegov cimer Aidan (Tate Ellington) se nađu u neprilici s Neilom te kratko završe u zatvoru. Sljedeći dan Aidan vidi Neila kako dovodi Ally na fakultet. Odluči mu se osvetiti tako što će nagovoriti Tylera da spava s Ally i potom je ostavi. Tyler se preko volje odluči da će učiniti tako. Nakon nekog vremena kojeg su proveli skupa, povezani gubicima u životu, počinju se zaljubljivati. Nakon što Ally spava u Tylerovom stanu, posvađa se s ocem koji ju naposljetku udari. Zatim se Ally preseli kod Tylera i Aidana. Neilov prijatelj, policajac, prepozna Tylera vidjevši ga u vlaku s Ally. Neil provali u Tylerov stan i suočava se s njim. Tyler ga provocira priznanjem o Aidanovom planu i početnom razlogu upoznavanja Ally. Zatim to priznaje i Ally, koja ga potom napusti i ponovno živi s ocem. Aidan posjeti Ally kako bi joj rekao da je on kriv, i da je Tyler istinski zaljubljen u nju. Zatim su ponovno skupa prikazani.
Prije toga, Caroline su zadirkivale djevojčice iz razreda na rođendanskoj zabavi. Odrezale su joj kosu i sutradan zadirkivale pred Tylerom koji se pojavio u školi. To ga razbjesni i potom opet završi u zatvoru. Charles je iznenađen kako se Tyler bori za svoju mlađu sestru i ponovno stvaraju odnos.
Potom Charles s Tylerom i svojim odvjetnikom dogovori sastanak u svom uredu. Charles vozi Caroline u školu i kasni na sastanak, pa ga Tyler čeka u uredu. Na Charlesovom računalu vidi screensaver od fotografija Tylera, Michaela i Caroline kad su bili mlađi.
Zatim je scena u kojoj je Caroline prikazana u učionici, dok na ploči piše datum 11. rujna 2001. godine. Tyler gleda kroz prozor ureda na Manhattan koji se nalazi u World Trade Centru. Tada počnu teroristički napadi 11. rujna, ostatak obitelji istrči da vidi što je ostalo od Tylera - njegov dnevnik - u ruševinama. 
Nakon nekog vremena, Caroline i Charles imaju lijepi odnos kćeri i oca. Aidan, koji si je istetovirao Tylerovo ime na ruci, naporno uči na fakultetu, a Ally se ponovno vozi podzemnom željeznicom.